# Scleractinia incertae sedis
Scleractinia incertae sedis es una familia de corales marinos que pertenecen al orden Scleractinia, de la clase Anthozoa. 
Esta familia agrupa a todos aquellos géneros que el Registro Mundial de Especies Marinas, tras los últimos descubrimientos y estudios, considera de dudosa o polémica atribución a cualquiera de las familias del orden Scleractinia, de ahí su denominación incertae sedis.
Algunos de ellos, como Plerogyra o Blastomussa son de los corales más populares y solicitados en acuariofilia marina.

## Géneros
El Registro Mundial de Especies Marinas incluye actualmente los siguientes géneros estantes en la familia:
- Antillia Duncan, 1864
- Bachytrochus
- Blastomussa Wells, 1968
- Cladocora Ehrenberg, 1834
- Indophyllia Gerth, 1921 †
- Leptastrea Milne Edwards & Haime, 1849
- Nemenzophyllia Hodgson & Ross, 1982
- Oulastrea Milne Edwards & Haime, 1848
- Physogyra Quelch, 1884
- Plerogyra Milne Edwards & Haime, 1848
- Plesiastrea Milne Edwards & Haime, 1848
- Solenastrea Milne Edwards & Haime, 1848